# Аврора (планета)
Аврора е измислена планета в поредицата от науно-фантастични книги на Айзък Азимов посветени на Роботите и Фондацията. Тя е първата планета разположена извън Слънчевата система, която е колонизирана от човечеството, а по-късно в своето развитие се издига до де факто лидер на петдесетте космолитски Външни светове.

## История
Изобретяването на технология позволяваща извършването на хиперпространствен скок в началото на 21 век открива пред човечеството пътя за изследване и заселване на дълбокия космос. Около 2064 г. започва и колонизирането на откритите планети извън слънчевата система, способни да поддържат човешки живот. Първа сред тях е Аврора, която първоначално е наречена от заселниците си Нова Земя. Макар и първоначално новата планета да поддържа добри отношения със Земята, скоро пъпната връв с планетата майка е скъсана. Нова Земя е прекръстена на римската богиня на зората Аврора като знак за началото на една нова епоха за колонизираните светове, които все повече се характеризират със силната интеграция в обществата им на роботи и невероятно удължаване продължителността на човешкия живот. Това довежда до непрекъснато културно отдалечаване между Аврора и останалите т.нар. Външни светове и Земята, а самите аврорианците започват да се смятат за основоположници на един нов вид хора обитаващи петдесетте заселени екстрасоларни планети и наричащи себе си космолити. Тази тенденция достига връхната си точка във въоръжен конфликт между космолитски светове и Земята, носещ името Триседмичната война, в резултат от който последната е победена и напълно изолирана от останалите населени планети, а всички контакти между земляни и космолити са преустановени.
След прекъсване на всички връзки със Земята Аврора и Външните светове продължават да се движат по вече избрания път на развитие. Броя на населението е подложен на строг контрол за сметка на силно увеличената продължиност на живота достигаща няколко века. Създадено е богато общество, в което инвидуалността е издигната на пиедестал и всички човешки нужди се задоволят благодарение на многобройна популация от роботи. Аврорианското общество достига привидно завидно благоденствие, но всъщност изпада в застой и губи своята динамичност, поради което не се предприема и колонизация на нови светове.
Около хиляда години след Триседмичната война отделни аврориански граждани осъзнават, че обществото им е изправено пред сериозна криза. Един от тях е специалистът по роботика Родж Немену Сартън, който успява да създаде достатъчно силно политическо лоби, чрез което да издейства възобновяване дипломатическите отношения между Аврора и Земята. В това той вижда възможност да се справи с надвисналата криза като създаде едно ново общество съчетаващо елементи на земното и на космолитското общество. Последвалото издигане на неговия колега Хан Фастълф на водещата позиция в аврорианското правителство води до сключване на договор за приятелство между Аврора и Външните светове от една страна и Земята от друга, по силата на който на земляните се позволява да започнат втора вълна на космическа експанзия, но под условие да не колонизират светове намиращи се на по-малко от 20 светлинни години от космолитските светове. Така е направена решителна стъпка към завладяването на цялата галактика от човека, но тя не помага на Аврора да преодолее надвисналата криза.
Аврора и останалите Външни светове се оказват неспособни да се съревновават с бързо растящия брой на новозаселени от земляните планети. В резултат от това космолитските светове западат и изчезват напълно. Последните обитатели на Аврора напускат планетата и се смесват с останалото население на галактиката. Oт романа Прелюдия за Фондацията става ясно, че някои аврорианци са се заселили на Трантор, а десетки хиляди години по-късно, по времето на галактическия император Клеон I техните наследници обитават транторианския сектор Микоген. 500 години по-късно Голан Тривайз и спътниците му посещават Аврора, но я откриват отдавна опустяла и доминирана от глутници подивели кучета.

## Описание
Първата колонизирана от човек планета извън Слънчевата система отстои на 3,7 парсека (12 светлинни години) от Земята и обикаля около звездата Тау от съзвездието Кит. Продължителността на деня ѝ е 0,93 земни дни, а на годината 0,95 земни години. Планетата има два естествени спътника – Титон и Титон II.
Макар и способна да поддържа човешки живот при първоначалното и заселване планетата е обитавана единствено от прости местни организми, а всички висши форми на живот било то представители на флората или фауната са пренесени от Земята. Освен от тях по времето на зенита си в романа Роботите на Зората Аврора е обитавана от 200 милиона космолити и 10 милиарда роботи.